# Céfalo (título)
Céfalo (em grego: κεφαλή; romaniz.: képhale; lit. "cabeça") era um título do Império Bizantino utilizado para designar os governadores locais ou provinciais. Começou a ser utilizado na segunda metade do século XIII, e foi derivado da linguagem coloquial. Consequentemente, nunca tornou-se um título estabelecido ou posto da hierarquia bizantina, mas manteve-se um termo descritivo. Em essência, o céfalo substituiu o duque do período Comneno como governador civil e militar de uma unidade territorial administrativa, conhecida como catepanício (katepanikion), mas também chamada de cefalatício (kephalatikion).[a]
Em tamanho, estas províncias eram pequenas em comparação com os temas que os precederam, e podiam variam de algumas aldeias no entorno do castro (kastron; fortaleza; eram as capitais provinciais) para uma ilha inteira. Este arranjo também foi adotado pelo Segundo Império Búlgaro (em búlgaro: кефалия; romaniz.: kefalia) e pelo Império Sérvio (em sérvio: кефалиja; romaniz.: kefalija).
No século XIV, céfalos católicos (kephalai katholikai; "cabeças universais") superiores eram apontados para supervisionar um grupo de províncias sob seus respectivos "céfalos [parciais] ([merikai] kephalai). Os primeiros eram geralmente parentes do imperador bizantino ou membros dos clãs aristocráticos seniores. Com a crescente descentralização do império e a criação do apanágio, na forma de despotados semi-independentes, estes postos desapareceram no final do século XIV.